# Chile relleno

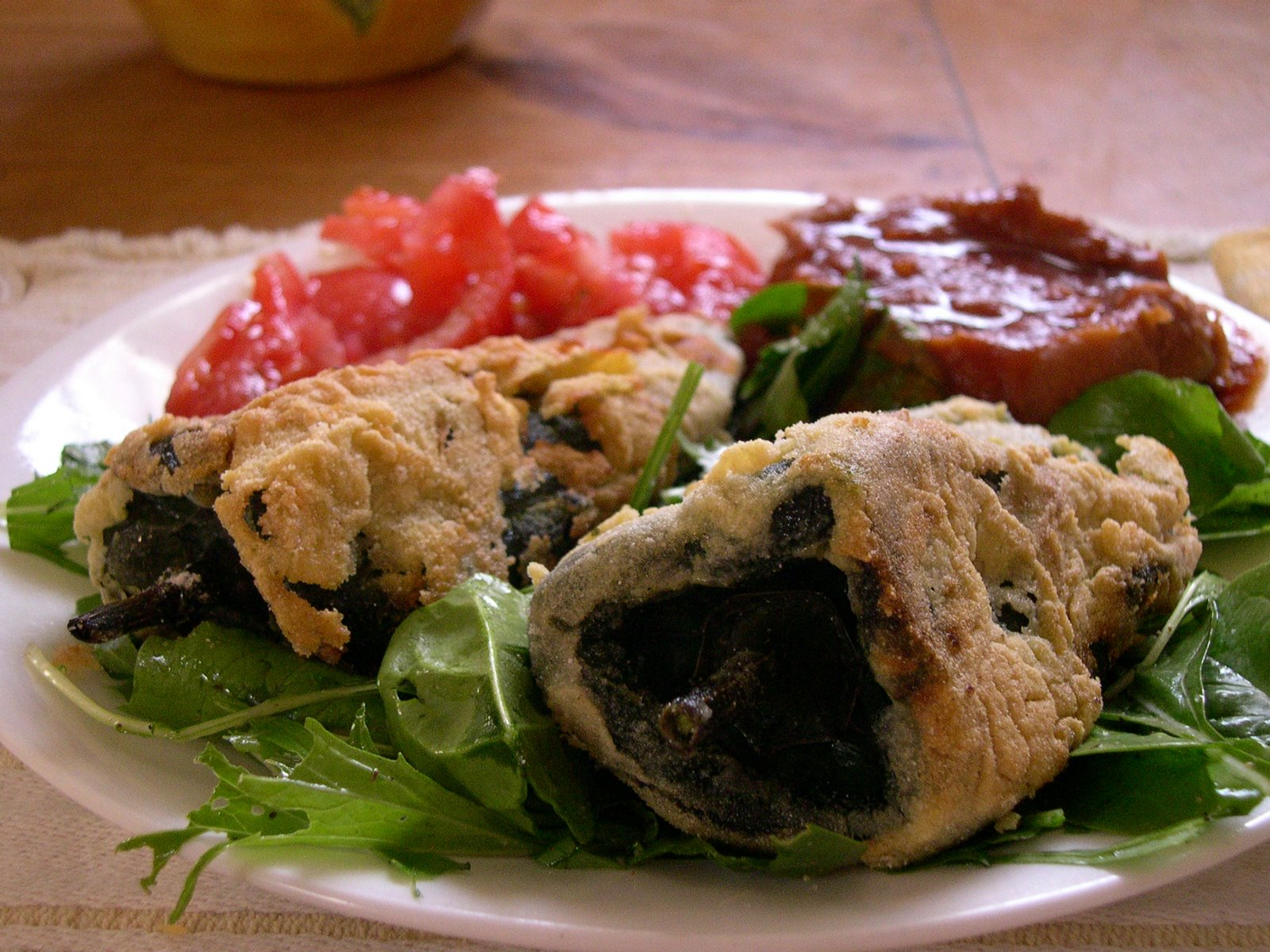
Chile relleno

Chile relleno – tradycyjne danie w kuchni meksykańskiej na bazie chili, wywodzące się z miasta Puebla. W 1858 roku zostało ono opisane jako „zielona papryczka chili nadziewana mięsem mielonym i panierowana w jajku”.
Najczęściej używaną papryką jest poblano z Puebli, choć popularne są również papryczki chile z Nowego Meksyku, pasilla, a nawet jalapeño. Zazwyczaj nadziewana jest roztopionym serem, takim jak queso Chihuahua lub queso Oaxaca, lub mięsem picadillo wykonanym z pokrojonej w kostkę wieprzowiny; rodzynkami i orzechami, doprawionymi canellą; pokryta białkiem jajka, mąką z masy kukurydzianej i smażona lub bez żadnego ciasta.
Niektóre regionalne wersje w Meksyku używają rehydratyzowanych suchych chili, takich jak anchos lub pasillas. W Gwatemali papryka pimiento nadziewana jest rozdrobnioną wieprzowiną i warzywami. Podobnie jak w wersji meksykańskiej, jest pokryta ciastem jajecznym i smażona. Podawana jest z sosem pomidorowym lub w bułce.
Przepis z 1914 roku (jako „chili reinas”) został opublikowany w przewodniku po restauracjach San Francisco.